# Португалија на Европском првенству у атлетици у дворани 1973.
Португалија је дебитовала на 4. Европском првенству у атлетици у дворани 1973. одржаном у Ротердаму, Холандија, 10. и 11. марта. У првом учешћу на Европским првенствима у дворани репрезентацију Португалије представљала је једна атлетичарка која се такмичила у бацању кугле.
На овом првенству Португалија није освојила ниједну медаљу, а њихова такмичарка Адилиа Боржес оборила је лични рекорд у бацању кугле.
У табели успешности (према броју и пласману такмичара који су учествовали у финалним такмичењима (првих 8 такмичара)) Португалија је са једним учесником у финалу заузела 22. место са 1 бодом,  од 22 земље које су имале представнике у финалу, односно 24 земље учеснице. Једино Данска и Исланд нису имали ниједног финалисту.
| Пл. | Земља       | 1. место | 2. место | 3. место | 4. место | 5. место | 6. место | 7. место | 8. место | Бр. фин. Бод. |
| --- | ----------- | -------- | -------- | -------- | -------- | -------- | -------- | -------- | -------- | ------------- |
| 22. | Португалија | −        | −        | −        | −        | −        | −        | −        | 1 − 1    | 1 − 1         |

## Резултати

### Жене
| Атлетичарка   | Дисциплина   | Лични рекорд | Финале   | Финале | Детаљи |
| Атлетичарка   | Дисциплина   | Лични рекорд | Резултат | Место  | Детаљи |
| ------------- | ------------ | ------------ | -------- | ------ | ------ |
| Адилиа Боржес | Бацање кугле |              | 14,74 ЛР | 8./8   |        |

## Биланс медаља Португалије 4. Европског првенства у дворани 1970—1973.
|      | Земља       |                  |                  |                  |                  | УП |
| 1—3. | 1970—1972.  | Није учествовала | Није учествовала | Није учествовала | Није учествовала |    |
| 4.   | 1973.—1973. | 0                | 0                | 0                | 0                | 0  |
| 1—4. | Укупно      | 0                | 0                | 0                | 0                | 0  |
| ---- | ----------- | ---------------- | ---------------- | ---------------- | ---------------- | -- |

|                                        | Атлетичар/ка                           |                                        |                                        |                                        |                                        |                                        |
| Није било вишеструких освајача медаља. | Није било вишеструких освајача медаља. | Није било вишеструких освајача медаља. | Није било вишеструких освајача медаља. | Није било вишеструких освајача медаља. | Није било вишеструких освајача медаља. | Није било вишеструких освајача медаља. |
| -------------------------------------- | -------------------------------------- | -------------------------------------- | -------------------------------------- | -------------------------------------- | -------------------------------------- | -------------------------------------- |

## Португалски освајачи медаља после 4. Европског првенства 1970—1973.
|  | Атлетичар/ка | м | ж | ЕП       | Дисциплина |   |   |   |   |
|  | Укупно       | 0 | 0 | 1970—73. |            | 0 | 0 | 0 | 0 |
|  | ------------ | - | - | -------- | ---------- | - | - | - | - |